# Олексенко, Степан Антонович
Степан Антонович Олексенко (10 [22] декабря 1904, село Пляковка, Чигиринский уезд, Киевская губерния, Российская империя — 25 сентября 1976, Киев, Украинская ССР) — советский партийный и государственный деятель, первый секретарь Дрогобычского областного комитета КП(б) Украины (1944—1946 и 1949—1952), заместитель министра энергетики и электрификации Украинской ССР (1963—1971).

## Биография

### Начало трудовой деятельности
Родился 10 (22) декабря 1904 года в крестьянской семье.
В мае — сентябре 1922 года — ремонтный рабочий Юго-Западной железной дороги. В 1922—1924 годах — крестьянин в хозяйстве отца в селе Пляковка. В 1924—1925 годах — председатель комитета бедноты села Пляковка. В январе — октябре 1925 года — секретарь Пляковского сельского совета и секретарь комсомольской ячейки села Пляковка. В 1925—1926 годах — член бюро, заведующий экономического отдела Каменского районного комитета ЛКСМУ Шевченковского округа.
В октябре — декабре 1926 года — курсант полковой школы артиллерийского полка в городе Черкассах. В 1926—1927 годах — председатель Каменского районного комитета бедноты Шевченковского округа. Член ВКП(б) с 1927 года. В 1933 году окончил Киевский институт механизации и электрификации сельского хозяйства.
В 1933—1934 годах — помощник по комсомольской работы начальника Политического отдела Пивненковский машинно-тракторной станции (МТС) в селе Тростянец Ахтырского района Харьковской области. В марте — октябре 1934 года — заместитель начальника по партийно-массовой работы Политического отдела Тавежнянский машинно-тракторной станции (МТС) в селе Бучки Сахновщинского района Харьковской области. В 1934—1935 годах — заместитель начальника по партийно-массовой работы Политического отдела Краснопольской машинно-тракторной станции (МТС) в селе Краснополье Сумского района Харьковской области.

### На партийной и советской работе. Великая Отечественная война
- В 1935—1936 годах — заместитель секретаря Згуровского районного комитета КП (б) Украины Харьковской области (Харьковская область),
- В 1936—1937 годах — второй, первый секретарь Волчанского районного комитета КП(б) Украины (Харьковская область),
- В июле — сентябре 1937 года — третий секретарь Харьковского областного комитета КП(б) Украины,
- В сентябре—октябре 1937 года — второй секретарь Харьковского областного комитета КП (б) Украины,
- В 1937—1938 годах — первый секретарь Организационного бюро ЦК КП (б) У по Каменец-Подольской области. С октября 1937 входил в состав «тройки» УНКВД Каменец-Подольской области,
- В 1938 году — заведующий отделом ЦК КП (б) Украины,
- В 1938—1940 годах — член коллегии Народного комиссариата местной промышленности Украинской ССР и начальник Главного управления (треста) полиграфической промышленности УССР «УКРПОЛИГРАФ»,
- В 1940—1941 годах — директор межобластной конторы электрификации сельского хозяйства треста «Киевсельэлектро»,
- В 1941—1942 годах — директор межобластной конторы электрификации сельского хозяйства треста «Донсильелектро» в городах Сталино и Ворошиловграде,
- В 1942—1943 годах — директор республиканской конторы электрификации сельского хозяйства треста «Казсильелектро» в городе Алма-Ате.

В апреле 1943 года по решению ЦК КП (б) Украины был назначен секретарем Каменец-Подольского подпольного обкома партии, начальником областного штаба партизанского движения, командиром партизанского соединения. Под руководством подпольного обкома, возглавляемого Олексенко, в тылу врага действовало 37 партизанских отрядов, объединенных в 5 соединений (более 10 000 партизан), которые наносили удары по Шепетовском железнодорожному узлу.
Тяжело переживал смерть товарищей по борьбе с фашистами. Однажды после двух ранений Валентина Александровича Котика тайно приказал не пускать его в сражения, но Котик принял участие в бою и погиб, после чего Олексенко сказал:
Як сына ридного жаль! Як сына! — восклицал Олексенко. — Такой хлопец, а загинув, колы и война закинчуется! Э-эх!

### Послевоенные годы
В послевоенные года вернулся на партийную и советскую работу:
- В 1944—1946 годах — первый секретарь Дрогобычского областного комитета КП(б) Украины,
- В 1946—1949 годах — слушатель Высшей партийной школы при ЦК ВКП(б),
- В 1949—1952 годах — первый секретарь Дрогобычского областного комитета КП(б) Украины; одновременно, в 1949—1950 годах — первый секретарь Дрогобычского городского комитета КП(б) Украины,
- В 1952—1953 годах — заместитель министра совхозов Украинской ССР,
- В 1953—1955 годах — заместитель министра местной и топливной промышленности Украинской ССР,
- В 1955—1957 годах — заместитель и первый заместитель министра совхозов Украинской ССР,
- В 1957—1961 годах — начальник Главного управления электрификации сельского хозяйства «Укрголовсильелектро» Министерства сельского хозяйства Украинской ССР,
- В 1961—1963 годах — начальник Главного управления электрификации сельского хозяйства «Укрсильгосптехника», член коллегии Министерства сельского хозяйства УССР.

С 1963 года по 1971 год — заместитель министра энергетики и электрификации Украинской ССР — начальник Главного управления сельского электрификации.
С декабря 1971 года на пенсии.
Депутат Верховного Совета СССР 1-го созыва.

## Награды и звания
- орден Ленина (23 января 1948)
- орден Красного Знамени
- орден Богдана Хмельницкого I степени
- орден Отечественной войны I степени (1945)
- 2 ордена Трудового Красного Знамени
- орден «Знак Почёта»
- медали

## Семья
Был женат на писательнице Галиной Олексенко. Сын — Степан Степанович Олексенко (1941—2006), который работал актёром в Киевском Национальном драматическом театре им. Ивана Франко.